# 郭钦安
郭钦安（1915年—1994年），又名陈佩秋，男，山西沁源人，中华人民共和国政治人物，曾任山西省人民政府副省长。

## 生平

### 中华民国时期
郭钦安是山西省沁源县城关镇城北村人。1930年加入中国共产主义青年团，次年转为中共党员，组织“读书会”等学生运动。1932年，在沁源党组织举办的“平庸小学”任教员。同年夏，到汾阳医院从事党的交通机关工作和汾阳铭义中学党的工作。之后汾阳临时工委成立，他任组织委员。1934年1月，中共山西特委秘书王光甫被捕变节，供出吕梁中共地下党情况，中共汾阳特支首先遭到破坏，负责人李文炯、郭钦安被逮捕，押送至太原。直至1936年秋出狱。
1937年，担任应县牺盟特派员，负责浑源、应县、朔县、怀仁、山阴等地联络。1937年9月至1938年3月，担任牺盟曲沃、翼城中心区组织部长。1938年4月，担任大宁县县长、六专署秘书、党组副书记，组织和领导沁源围困战。1940年至1945年，历任太岳区党委民运科长、干部科长、组织部副部长。

### 共和国成立后
中华人民共和国成立后，先后任山西省太原市委副书记，太原钢铁公司党委第一书记，中共山西省委常委、工业部长。
1979年12月任山西省人民政府副省长。1980年，任山西省经济委员会主任，省革委会副主任，山西省委常委。1983年4月，当选山西省人大常委会副主任。1985年，调任国务院能源规划办公室副主任。1994年1月去世。